# كأس إيطاليا 1965–66
كأس إيطاليا 1965–66 (بالإيطالية: Coppa Italia 1965-1966)‏ هو الموسم 19 من كأس إيطاليا. أشرف على تنظيمه Lega Nazionale Professionisti ‏، وكان عدد الأندية المشاركة فيه 38، وفاز فيه نادي فيورنتينا.